# Rondeletia peruviana
Rondeletia peruviana es una especie de planta con flor en la familia de las Rubiaceae. 
Es endémica de Ecuador y de Perú. 

## Fuente
- World Conservation Monitoring Centre 1998. Rondeletia peruviana. 2006 IUCN Lista Roja de Especies Amenazadas; bajado 23 de agosto de 2007